# Cittadinanza sudcoreana
La cittadinanza sudcoreana (대한민국 국적법) è regolata da una specifica legge che stabilisce chi è cittadino sudcoreano e le procedure per l'ottenimento e la rinuncia della cittadinanza.

## Storia
La prima legge sudcoreana sulla cittadinanza è stata promulgata dalla prima Assemblea costituente ed è entrata in vigore il 20 dicembre 1948.
Prima del 2011 la doppia cittadinanza era sempre proibita dopo i 21 anni d'età. Chi possedeva la doppia cittadinanza una volta raggiunti i 21 anni doveva scegliere quale mantenere.
I maschi coreani sopra i 18 anni e gli stranieri di ascendenza sudcoreana erano inoltre soggetti al servizio militare obbligatorio nelle forze armate della Corea del Sud. Una legge del 2005 ha stabilito che un cittadino maschio con doppia cittadinanza non può rinunciare alla cittadinanza sudcoreana finché non completa il servizio militare, a meno che non ottenga un'esenzione. Ci sono stati casi di stranieri che avevano la doppia cittadinanza coreana, in quanto discendenti di coreani, che sono stati costretti ad arruolarsi nelle forze armate la prima volta che hanno messo piede in Corea del Sud.

## Acquisizione della cittadinanza
La cittadinanza della Corea del Sud si può variamente acquisire:
- per ius sanguinis, essendo nati da padre sudcoreano prima del 13 giugno 1998 o da almeno un genitore sudcoreano (padre o madre) dopo quella data;
- essendo nati in Corea del Sud da genitori apolidi o essendo stati abbandonati nel territorio della Corea del Sud da bambini da genitori ignoti;
- essendo riconosciuto da un genitore sudcoreano prima del compimento del 20º anno d'età;
- rispettando i requisiti per la naturalizzazione;
- se minore (sotto i 20 anni), nel caso in cui un genitore faccia richiesta di naturalizzazione per sé stesso;
- essendo nati da madre sudcoreana e padre straniero tra il 13 giugno 1978 e il 13 giugno 1998, purché abbiano fatto domanda per la cittadinanza entro il 31 dicembre 2004.

La Costituzione della Corea del Sud riconosce come cittadini sudcoreani anche gli abitanti della Corea del Nord. Tuttavia i nordcoreani devono dimostrare di essere cittadini della Corea del Nord e non sempre la loro richiesta viene accettata, in particolare in presenza di un passato criminale.

## Naturalizzazione
Ci sono tre tipologie di naturalizzazione secondo la legge sulla cittadinanza.

### Naturalizzazione generica
Il richiedente:
- deve essere stato domiciliato in Corea del Sud per almeno 5 anni consecutivi;
- deve essere adulto (almeno 20 anni d'età);
- deve essere di buona condotta;
- deve essere in grado di mantenersi o avere una famiglia che è in grado di provvedere al suo mantenimento;
- deve avere una conoscenza di base della lingua, delle tradizioni e della cultura coreana.

### Naturalizzazione semplificata
Il richiedente:
- deve essere stato domiciliato in Corea del Sud per almeno 3 anni consecutivi;
- deve essere adulto (almeno 20 anni d'età);
- deve essere di buona condotta;
- deve essere in grado di mantenersi o avere una famiglia che è in grado di provvedere al suo mantenimento;
- deve avere una conoscenza di base della lingua, delle tradizioni e della cultura coreana;

Deve inoltre rispettare almeno uno dei seguenti ulteriori requisiti:
- almeno uno dei genitori deve aver avuto la cittadinanza sudcoreana in passato e poi averla abbandonata per ottenere quella di un altro paese;
- deve essere nato in Corea del Sud da genitori nati in Corea del Sud;
- deve essere figlio adottivo di un cittadino sudcoreano ed essere maggiorenne al momento dell'adozione;
- deve essere il coniuge di un cittadino sudcoreano e vivere da almeno due anni in Corea o averci vissuto almeno un anno nei precedenti tre.

### Naturalizzazione speciale
Ci sono diverse forme di naturalizzazione speciale, con differenti requisiti. Tuttavia hanno tutte alcuni requisiti di base:
- il richiedente deve essere di buona condotta;
- il richiedente deve avere una conoscenza di base della lingua, delle tradizioni e della cultura coreana;
- il richiedente deve avere almeno un genitore con cittadinanza sudcoreana.

Coloro che acquisiscono la cittadinanza sudcoreana per naturalizzazione di solito devono rinunciare a ogni altra cittadinanza straniera entro sei mesi, altrimenti perdono quella sudcoreana.
Gli ex cittadini sudcoreani possono richiedere il riottenimento della cittadinanza. Per riaverla devono però rinunciare a ogni altra cittadinanza posseduta.

## Libertà di movimento dei cittadini sudcoreani
Nel 2014 i cittadini della Corea del Sud potevano viaggiare senza visto in 172 paesi e territori, il che collocava il passaporto Sudcoreano al 90º posto nel mondo secondo il Visa Restrictions Index.

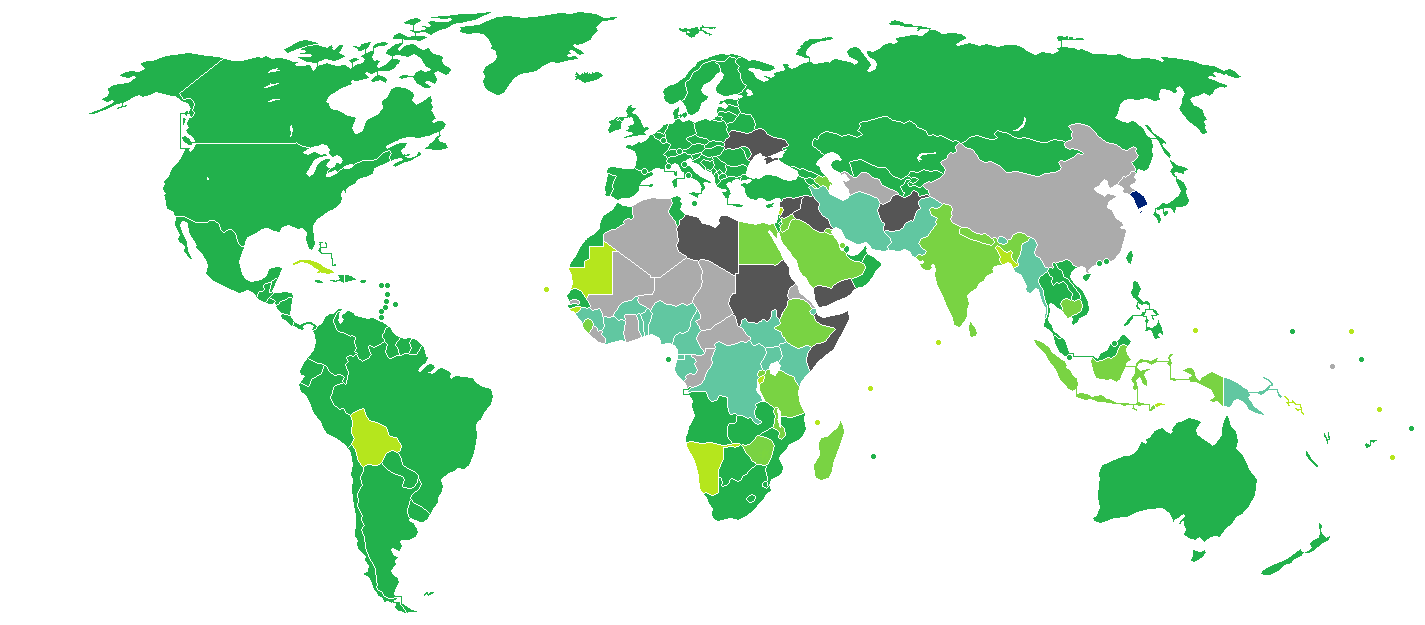
Mappa della libertà di movimento nel mondo delle persone con passaporto sudcoreano.

## Doppia cittadinanza
Nel 2010 il governo sudcoreano ha legalizzato la doppia cittadinanza per alcuni coreani che hanno acquisito un'altra cittadinanza e per gli stranieri che risiedono in Corea del Sud da almeno 5 anni (2 anni se sposati con un cittadino sudcoreano).
Una revisione della legge sulla cittadinanza approvata dall'Assemblea nazionale della Corea del Sud il 21 aprile 2010 ed entrata in vigore il 1º gennaio 2011 ha riconosciuto la doppia cittadinanza ad alcune categorie di persone:
- i cittadini sudcoreani in possesso di una seconda cittadinanza che fanno giuramento di non voler esercitare la loro cittadinanza straniera in Corea del Sud (secondo la Costituzione della Corea del Sud, i cittadini maschi hanno il dovere di partecipare alla difesa nazionale);
- i migranti che contraggono matrimonio all'estero;
- gli stranieri in possesso di un particolare talento che sono naturalizzati cittadini della Corea del Sud;
- le persone che riottengono la cittadinanza sudcoreana perché rispettano determinati requisiti;
- gli stranieri che sono sposati con un cittadino sudcoreano e hanno acquisito la cittadinanza coreana a partire dal 2 luglio 2010;
- i bambini con un genitore sudcoreano;
- gli stranieri che acquisiscono la cittadinanza sudcoreana sposandosi;
- gli stranieri dotati di eccezionale talento;
- gli stranieri che hanno dato un importante contributo alla Corea del Sud;
- i coreani che vivono oltremare con almeno 65 anni d'età;
- i coreani adottati oltremare.

Vi sono condizioni transitorie per coloro che rientrano nella prima categoria ma che hanno perso una cittadinanza:
- coloro che hanno perso automaticamente la cittadinanza sudcoreana potevano richiederne il ripristino prima del 4 maggio 2012;
- coloro che hanno scelto la cittadinanza sudcoreana avevano tempo fino al 2016 per riacquisire la cittadinanza estera.

I possessori di cittadinanza multipla:
- devono riferire al governo sudcoreano l'acquisizione della cittadinanza straniera entro sei mesi, pena la revoca della cittadinanza sudcoreana;
- non possono ottenere un impiego governativo o nel campo della sicurezza nazionale, a meno che non rinuncino alla cittadinanza estera.